# La Casa Vella de Can Serra
La Casa Vella de Can Serra és una obra del municipi de Sant Llorenç d'Hortons (Alt Penedès) inclosa en l'Inventari del Patrimoni Arquitectònic de Catalunya.

## Descripció
És un casal de planta rectangular amb teulada a dues vessants i cellers i corrals annexos. Consta de planta i un pis. Cal ressenyar la qualitat de la construcció a base de grossos carreus ben acarats que pot indicar que ve d'una construcció romana de la propera Via Augusta. Si és així, les pedres es van fer servir durant el segle xiii per construir aquest ferm casal, on, a partir d'un accés de mig punt de grans dovelles, hi ha una escala de pedra que condueix al pis superior, un portal de la cuina, un altre del celler -que conté tres arcs gòtics- i un altre de sosteniment d'una part del sostre. El portals i arcs esmentats, tant són de mig punt com d'ametlla i entre l'extraordinària carreuada dels murs de la casa, s'hi observen espitlleres de guaita. A la façana, hi ha un rellotge de sol. Aquesta masia d'origen baix medieval de planta quadrada, hauria estat una casa forta amb connotacions defensives. Capmàs documentat al segle xvi. El 1587 es menciona la masia amb el nom de Casa d'en Carbonell.